# Мала Млака
Мала Млака је насеље у саставу града Загреба. Налази се у четврти Нови Загреб — запад. До територијалне реорганизације у Хрватској налазила се у саставу ужег подручја Града Загреба.

## Становништво
На попису становништва 2011. године, Мала Млака је имала 636 становника.

## Попис1991.
На попису становништва 1991. године, насељено место Мала Млака је имало 587 становника, следећег националног састава:
| Попис 1991.‍  | Попис 1991.‍  | Попис 1991.‍ | Попис 1991.‍ | Попис 1991.‍ |
| ------------ | ------------ | ----------- | ----------- | ----------- |
|              |              |             |             |             |
| Хрвати       | Хрвати       |             | 566         | 96,42%      |
| Срби         | Срби         |             | 5           | 0,85%       |
| Словенци     | Словенци     |             | 1           | 0,17%       |
| неопредељени | неопредељени |             | 1           | 0,17%       |
| регион. опр. | регион. опр. |             | 6           | 1,02%       |
| непознато    | непознато    |             | 8           | 1,36%       |
| укупно: 587  |              |             |             |             |